# شاداب (توس)
روستای شاداب توس در هفت اقلیم زادگاه فردوسی عنوان شده که البته بی‌پایه و نادرست است. از این روستا اطلاعات تاریخی زیادی در دست نیست.